# スコット・R・フィッシャー
スコット・R・フィッシャー（Scott R. Fisher）は、アメリカ合衆国の視覚効果アーティストである。『インターステラー』（2014年）と『TENET テネット』（2020年）の視覚効果を務めたことにより、視覚効果賞を2度受賞した。

## 主なフィルモグラフィ
- トータル・リコール Total Recall (1990)
- ターミネーター2 Terminator 2: Judgment Day (1991)
- ラスト・オブ・モヒカン The Last of the Mohicans (1992)
- ラスト・アクション・ヒーロー Last Action Hero (1993)
- トゥルーライズ True Lies (1994)
- バットマン フォーエヴァー Batman Forever (1995)
- タイタニック Titanic (1997)
- エンド・オブ・デイズ End of Days (1999)
- A.I. A.I. Artificial Intelligence (2001)
- メン・イン・ブラック2 Men in Black II (2002)
- マイノリティ・リポート Minority Report (2002)
- ハルク Hulk (2003)
- レモニー・スニケットの世にも不幸せな物語 Lemony Snicket's A Series of Unfortunate Events (2004)
- ヴァン・ヘルシング Van Helsing (2004)
- パイレーツ・オブ・カリビアン/デッドマンズ・チェスト Pirates of the Caribbean: Dead Man's Chest (2006)
- ベッドタイム・ストーリー Bedtime Stories (2008)
- トワイライト〜初恋〜 Twilight (2008)
- インセプション Inception (2010)
- X-MEN:ファースト・ジェネレーション X-Men: First Class (2011)
- ジョン・カーター John Carter (2012)
- ダークナイト ライジング The Dark Knight Rises (2012)
- フューリー Fury (2014)
- インターステラー Interstellar (2014)
- スーサイド・スクワッド Suicide Squad (2016)
- TENET テネット Tenet (2020)
- トップガン マーヴェリック Top Gun: Maverick (2022)

## 受賞とノミネート
| 賞               | 年   | 部門           | 作品名                    | 結果       |
| ---------------- | ---- | -------------- | ------------------------- | ---------- |
| アカデミー賞     | 2014 | 視覚効果賞     | インターステラー          | 受賞       |
| アカデミー賞     | 2020 | 視覚効果賞     | TENET テネット            | 受賞       |
| アカデミー賞     | 2022 | 視覚効果賞     | トップガン マーヴェリック | ノミネート |
| 英国アカデミー賞 | 2014 | 特殊視覚効果賞 | インターステラー          | 受賞       |
| 英国アカデミー賞 | 2017 | 特殊視覚効果賞 | ダンケルク                | ノミネート |
| 英国アカデミー賞 | 2020 | 特殊視覚効果賞 | TENET テネット            | 受賞       |
| 英国アカデミー賞 | 2022 | 特殊視覚効果賞 | トップガン マーヴェリック | ノミネート |